# انتسو گارینی
انتسو گارینی (ایتالیایی: Enzo Garinei؛ ‏ زادهٔ ۴ مهٔ ۱۹۲۶  – درگذشتهٔ ۲۵ اوت ۲۰۲۲) بازیگر و صداپیشه اهل ایتالیا بود.
از فیلم‌هایی که وی در آنها نقش داشته‌است، می‌توان به خانم دکتر روستا، سفیدبرفی و همراهان، عشق‌بازان، پیرینو، پزشک اس.ای.یو.بی.، پیرینو در مقابل همه، اعتراض عمومی، سربازان و سرجوخه‌ها، دربان برهنه، عشاق لاتین، جو موزفروش، دو شب با کلئوپاترا، شش همسر باربابلو، آدم و حوا، زنی تنها، ریمینی ریمینی - یک سال بعد، چیزهایی برای ثروتمندان و دو همسری اشاره کرد.